# Johan Sjöberg i Bodaryd
Johan Sjöberg (i riksdagen kallad Sjöberg i Bodaryd), född 12 juni 1837 i Forserums församling, Jönköpings län, död 23 februari 1929 i Stockaryds församling, Jönköpings län, var en svensk hemmansägare och riksdagspolitiker.
Sjöberg var hemmansägare i Bodaryd och Stockaryd i Jönköpings län. Han var ledamot av riksdagens andra kammare 1885–1908, invald i Västra härads domsagas valkrets.